# Auld Alliance
La Vella Aliança, sovint designada pel seu nom en scots, Auld Alliance (o Ald Allyance; en gaèlic escocès: An Seann-Chaidreachas), és una aliança entre els regnes de França i d'Escòcia contra Anglaterra. Encara que el tractat d'Edimburg de 1560 va ser el punt final a la majoria de les seves disposicions, l'aliança i les seves extensions han marcat les relacions franco-escoceses des de 1295 fins a l'època contemporània.

## Tractats i batalles

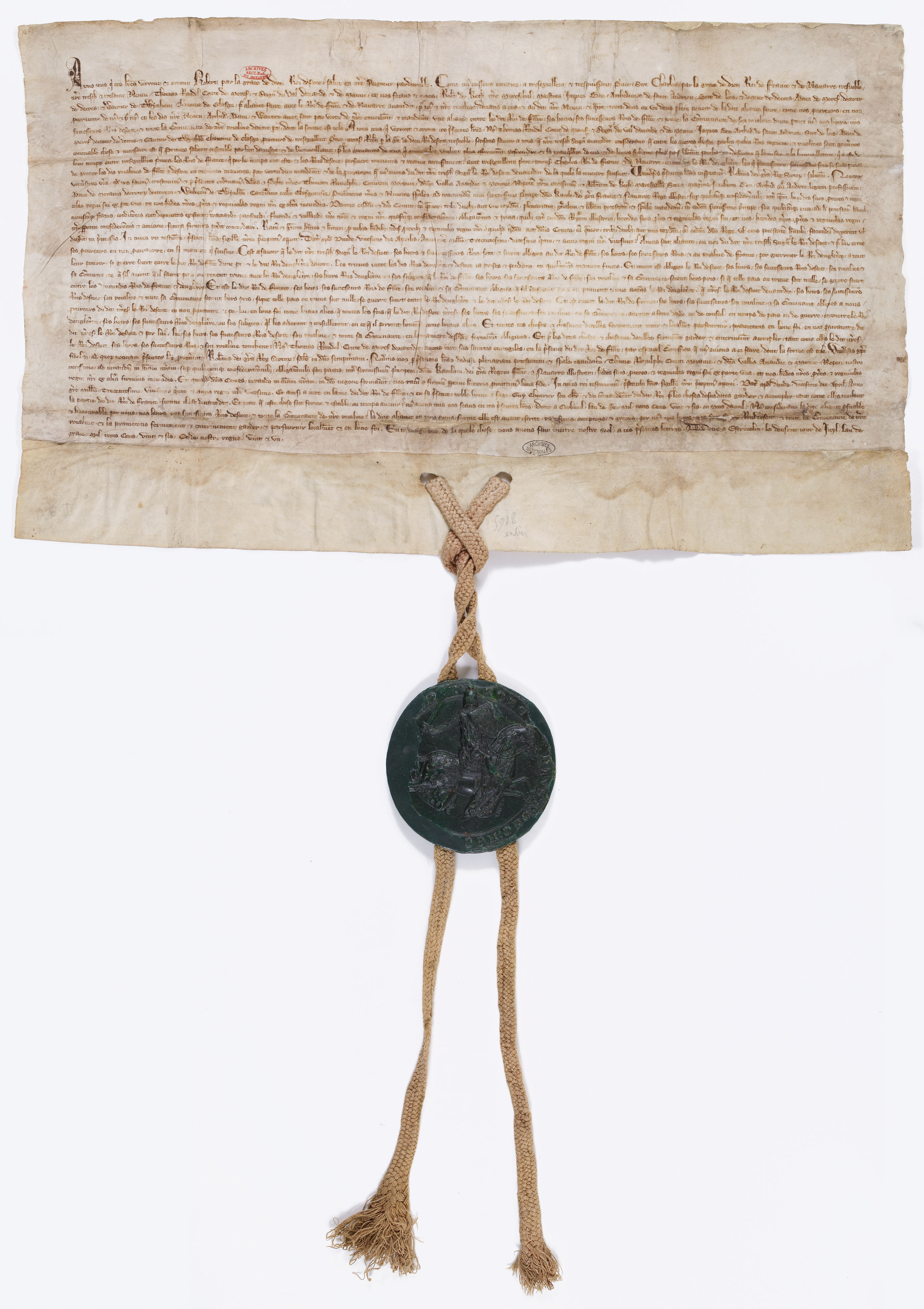
Acte de ratificació del tractat de Corbeil per Robert I d'Escòcia, el 12 de juliol de 1326 a Stirling (Arxiu nacional AE/III/10)

L'Auld Alliance és una aliança entre el regne de França i el regne d'Escòcia, a costa del regne d'Anglaterra. Es remunta a 1165, quan Guillem I d'Escòcia dirigeix una ambaixada a Lluís VII de França, i la seva primera traça escrita és el tractat signat a París el 23 d'octubre de 1295 entre els representants de Joan Balliol i Felip IV de França. Ratificat el 23 de febrer de 1296 pel Parlament Escocès, aquest tractat preveu que si l'una de les parts patia un atac d'Anglaterra, l'altre envairia el territori d'aquesta última.
L'abril de 1326, Robert I d'Escòcia renova l'aliança pel tractat de Corbeil. Als segles xiv i xv, el tractat serà invocat sis vegades.

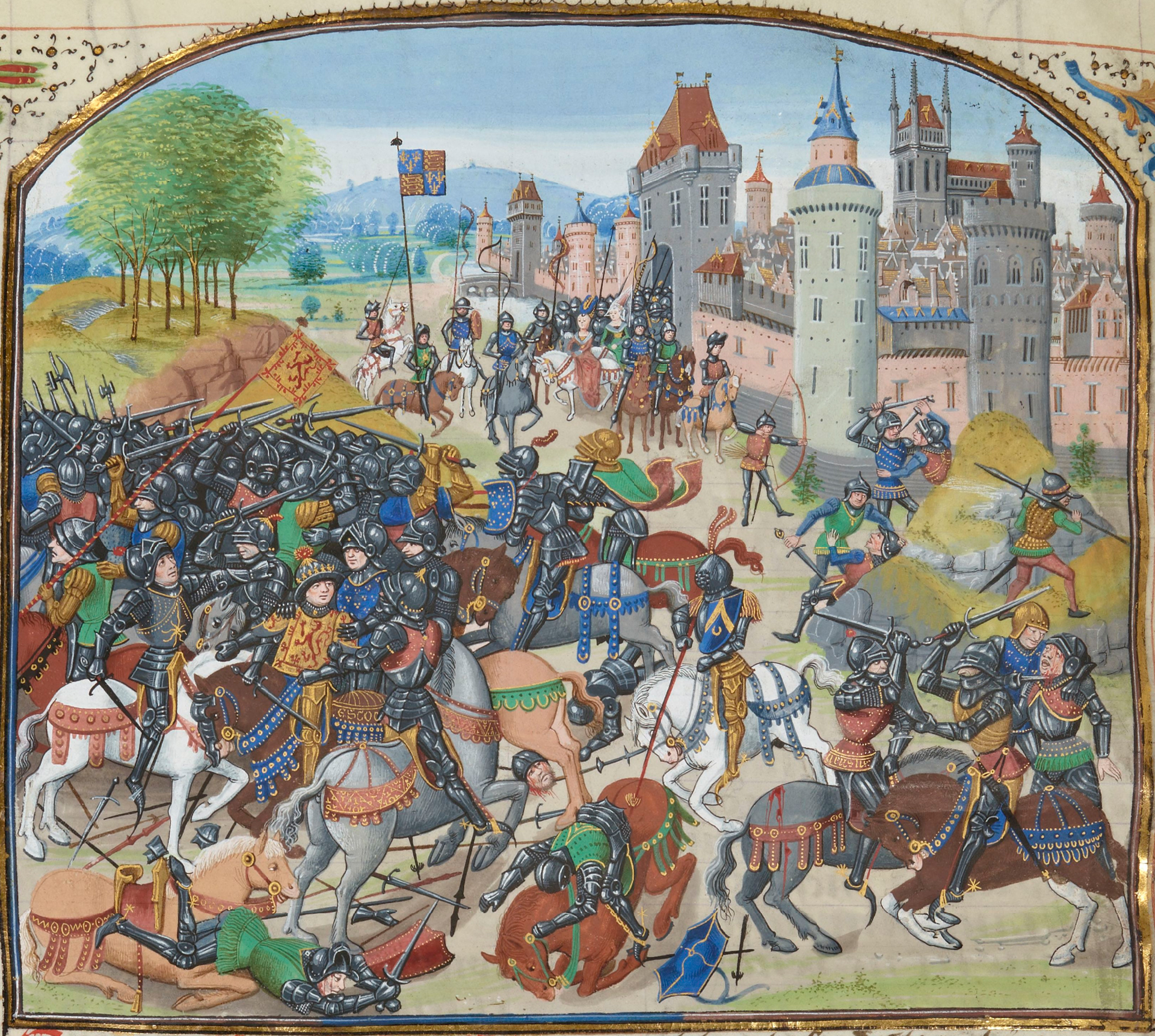
David II d'Escòcia, fet presoner (a baix a l'esquerra) pels anglesos en la batalla de Neville's Cross. Gravat il·luminat d'un manuscrit de les Cròniques de Froissart (Biblioteca Nacional de França MS Fr. 2643)

L'any 1336, al començament de la Guerra dels Cent Anys, el rei de França Felip VI de França va proporcionar ajuda militar al rei d'Escòcia David II d'Escòcia, exiliat a França després d'haver estat deposat per Eduard III d'Anglaterra.
L'any 1346, Escòcia va envair Anglaterra per defensar els interessos de França. L'exèrcit escocès és tanmateix vençut i David II fet presoner a la batalla de Neville’s Cross.
L'any 1385, una flota francesa de 180 vaixells arriba a Escòcia sota els ordres de Joan de Viena. Desembarca tropes a prop d'Edimburg per atacar Anglaterra. Però la coordinació amb els escocesos no és fàcil, tropes i vaixells vegeten. L'expedició és finalment un fracàs i els francesos han de tornar sense haver pogut fer res d'important

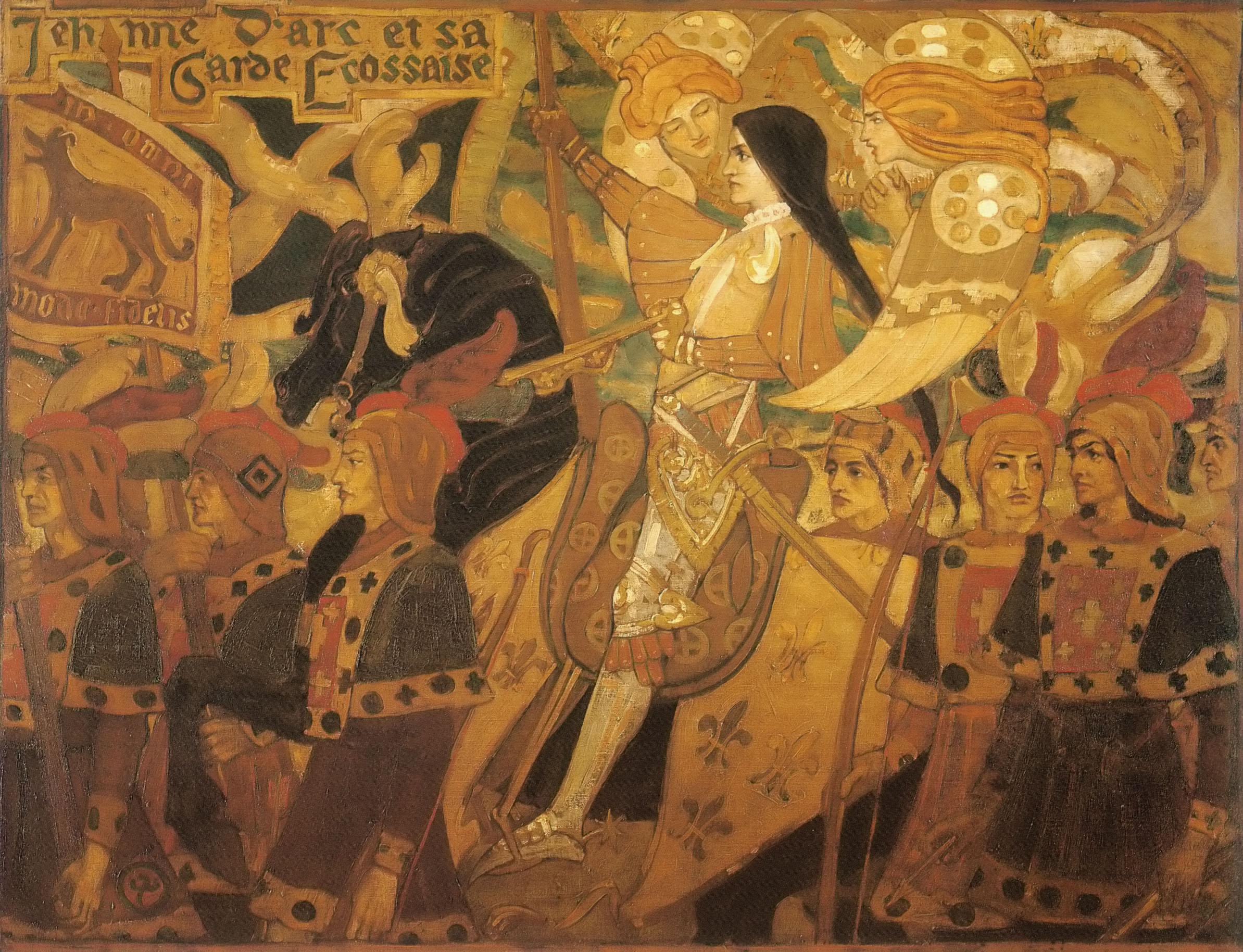
Joana d'Arc i la seva Guàrdia escocesa, de John Duncan, pintor simbolista escocès (1866-1945)

L'any 1421, en la batalla de Baugé, les forces franco-escoceses infligeixen una severa derrota als anglesos i els francesos recompensen graciosament els escocesos. Tanmateix aquesta victòria és de curta durada perquè a la Setge de Verneuil l'any 1424, les tropes escoceses són aniquilades. Malgrat aquesta derrota, l'acció dels escocesos aporta un suport i un reforç preciós a les tropes del rei de França. En aquesta mateixa època (1422) que un cos escocès és constituït per defensar la persona del rei de França, la guàrdia personal del qual serà molt de temps exclusivament una guàrdia escocesa. L'any 1429, els escocesos ajuden Joana d'Arc a aixecar el Setge d'Orleans.
L'any 1513, la batalla de Flodden Field, que enfronta Escòcia a Anglaterra, és una nova ocasió d'aplicar les disposicions del tractat de 1295. L'any 1543, aquesta aliança és reconduïda comprenent la promesa de casament entre Maria I d'Escòcia i el futur rei de França, Francesc II de França així com la protecció d'Escòcia per França. Aquesta reconducció de l'Aliança inicia, en represàlies, les guerres esporàdiques i sagnants d'Anglaterra contra Escòcia portades per Enric VIII a continuació pel Lord Protector Édouard Seymour, anomenades el "Rough Wooing". L'any 1558, el casament promès serà efectiu.
Políticament i militarment, l'aliança acaba l'any 1560, any de la mort de la regent Maria de Lorena, membre de la família dels Guisa, i de la mudança política dels Grans d'Escòcia passats a la Reforma, i sostinguts per Anglaterra. El 6 de juliol de 1560, el tractat d'Edimburg posa oficialment terme a l'essencial de les disposicions de l'aliança, després de gairebé 265 anys. Escòcia, ja protestant s'alia des d'aleshores amb Anglaterra, igualment protestant. L'any 1562, envia 200 soldats a Normandia per ajudar els hugonots en la seva lluita enfront del poder reial catòlic.

## Altres aspectes
Encara que sigui sobretot militar i diplomàtic, l'aliança té un àmbit més ampli, alguns aspectes del qual es van prolongar més enllà de 1560. És sobretot el cas de les cartes de naturalitat atorgades a cadascun dels dos regnes en assumptes de l'altre. Així al setembre de 1513, després de la batalla de Floden, Lluís XII concedeix la nacionalitat francesa als arquers escocesos de la seva guàrdia. L'any 1558, la regent Marie de Guisa concedeix la recíproca, de manera ampliada, als francesos establerts a Escòcia. Aquestes disposicions són confirmades pel costat francès per Enric II de França, al juny del mateix any. Seran renovades per Lluís XIV de França el 19 de setembre de 1646.

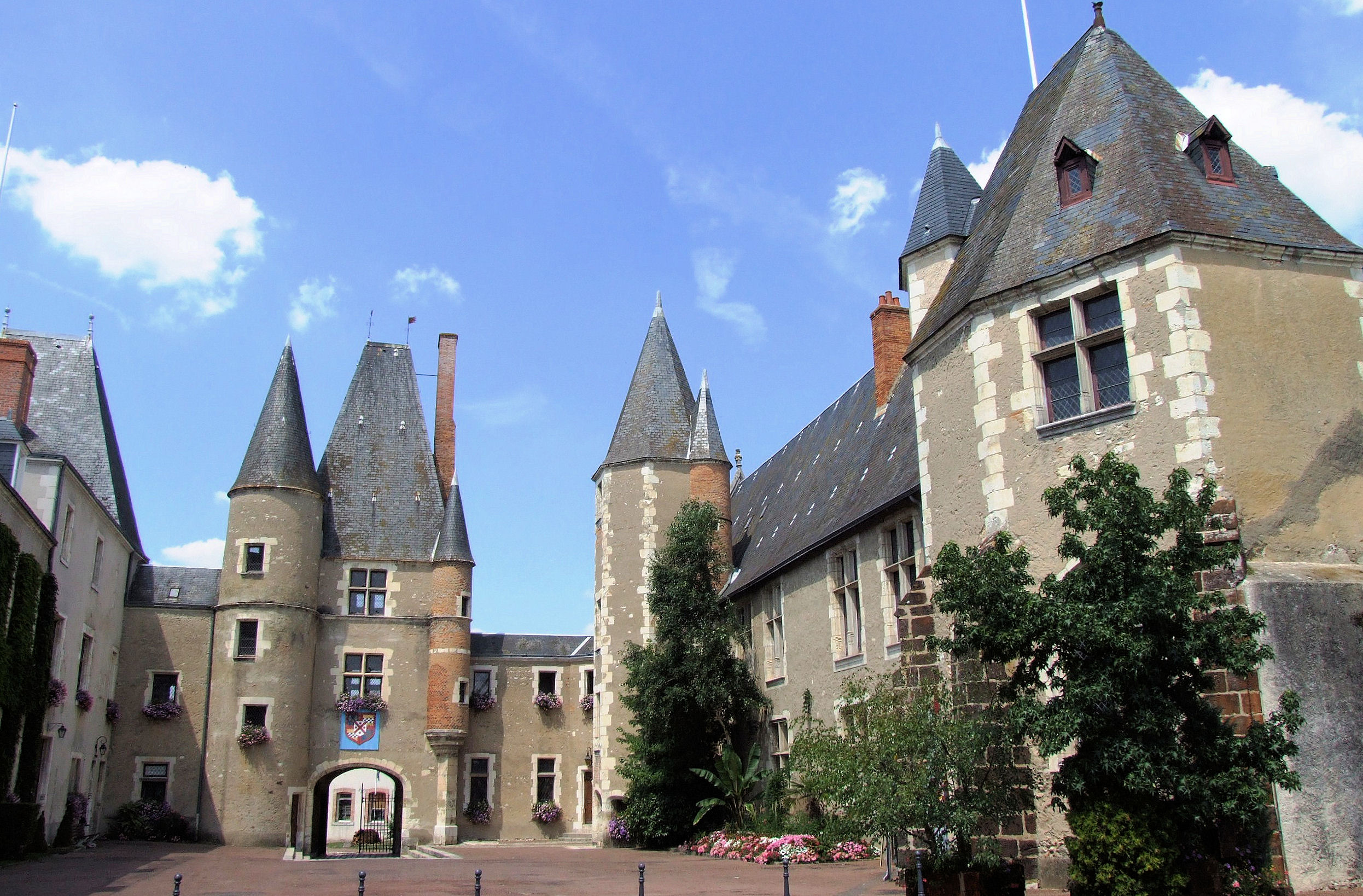
El castell dels Stuarts, avui l'ajuntament d'Aubigny-sur-Nère.

Per l'aliança o com a mercenaris, nombrosos escocesos van entrar al servei de França i molt s'hi van instal·lar. Alguns van continuar considerar-se escocesos, d'altres es van integrar, com els Stuart de Darnley convertits en senyors d'Aubigny-sur-Nère, petita ciutat del Nord del Berric que restarà « escocesa » fins al segle XVIII. Altre exemple: en el transcurs de la Guerra dels Cent Anys, Thomas de Huston, un cavaller escocès, arriba per combatre els anglesos a França en el marc de l'Auld Alliance. Per haver estat el primer amb Arthur de Richemont a entrar a la ciutat de Meaux després del setge del 20 de juliol al 10 d'agost de 1439, rep com a recompensa del rei Carles VII la castellania de Gournay (Lluís XI li intercanviarà el 12 o 13 de juny de 1466 contra el domini de Torcy, per tal de donar Gournay al comte de Dammartin). Hi roman fins a la seva mort l'any 1472. Al segle XVIII, després de l'acte d'Unió de 1707 dels regnes d'Anglaterra i d'Escòcia, alguns jacobinites, partidistes dels Stuarts derrotats a la batalla de Culloden (1746), troben refugi a França en nom de l'Auld Alliance, en particular a Saint-Germain-en-Laye i a Sancerre.
A Escòcia, l'aliança influeix sobre la vida diària en diferents dominis: arquitectura, dret, llengua i cuina. Els escocesos han pres gust als millors vins francesos. El bordeus és llavors, tenint whisky, la « beguda nacional » d'Escòcia i la Reforma no és suficient per modificar aquest estat. Així, l'any 1620, el port escocès de Leith importa un milió de litres de Vi rosat, o sigui un litre per capita.
L'aliança és un tema present en la literatura dels dos països. Al voltant de 1360, el cronista escocès Joan de Fordun la lliga al mític rei Achaius, del qual fa començar el regnat l'any 787: el pinta com el primer a concloure una aliança amb els francs, intercanviant una ambaixada amb Carlemany per confirmar-la. L'any 1428, el poeta francès Alain Chartier declara que l'Auld Alliance no es va escriure sobre un pergamí de pell d'ovella sinó gravada sobre una pell d'home, traçada no amb tinta sinó amb sang.

## Actualitat

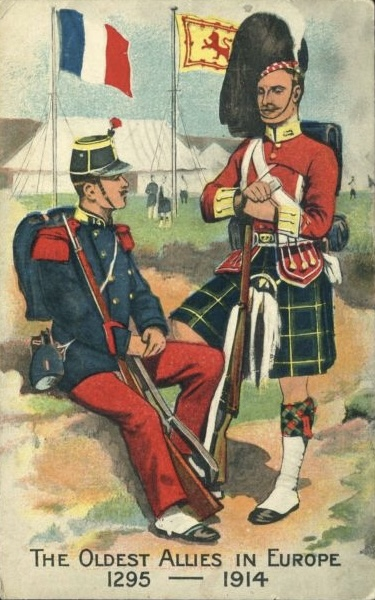
Els més vells aliats d'Europa, il·lustració de 1914

Per l'« Statute Law Revision (Scotland) Act » del 4 d'agost de 1906, el Parlament del Regne Unit deroga la carta de naturalitat de novembre de 1558 a favor de persones franceses que resideixen a Escòcia[8]. Destacant que aquesta data, després de l'establiment l'any 1904 de l'Acord cordial, marca per a alguns l'autèntica fi de l'Auld Alliance, la historiadora britànica Siobhan Talbott subratlla que es no troba tanmateix cap text, del costat francès, derogant explícitament les disposicions simètriques. En conclou que han quedat teòricament aplicables als residents escocesos a França, almenys a aquells nascuts abans de 1906.
La posició oficial francesa, expressada l'any 2001, no deixa lloc a aquesta teoria : afirma en substància que aquests textos no són ja vàlids perquè la unió dels regnes d'Escòcia i d'Anglaterra al segle XVII, fent desaparèixer la nacionalitat escocesa en benefici de la nacionalitat britànica, els ha privat d'efecte. La llei britànica de 1906 no ha fet més que reafirmar aquesta situació. En relació amb França, s'hi afegeix el fet que les cartes de naturalitat, per ser aplicables, havien de ser renovades a cada canvi de rei: ara bé no ho han estat després de Lluís XIV. Finalment, tot i valides sota l'Ancià Règim, l'entrada vigent del primer llibre del Codi Civil francès, promulgat el 18 de març de 1803, seria suficient per a fer-los perdre força de llei.
Tanmateix, en relació amb la mateixa aliança, l'absència d'abrogació explícita — les investigacions de Siobhan Talbott conclouen l'any 2011 que no han estat mai formalment trencades —, el perllongament de relacions econòmiques privilegiades més enllà de l'acte d'Unió de 1707 i la vitalitat del sentiment nacional escocès fins als nostres dies alimenten la idea d'una permanència que suposaria l'aliança més llarga de la història.

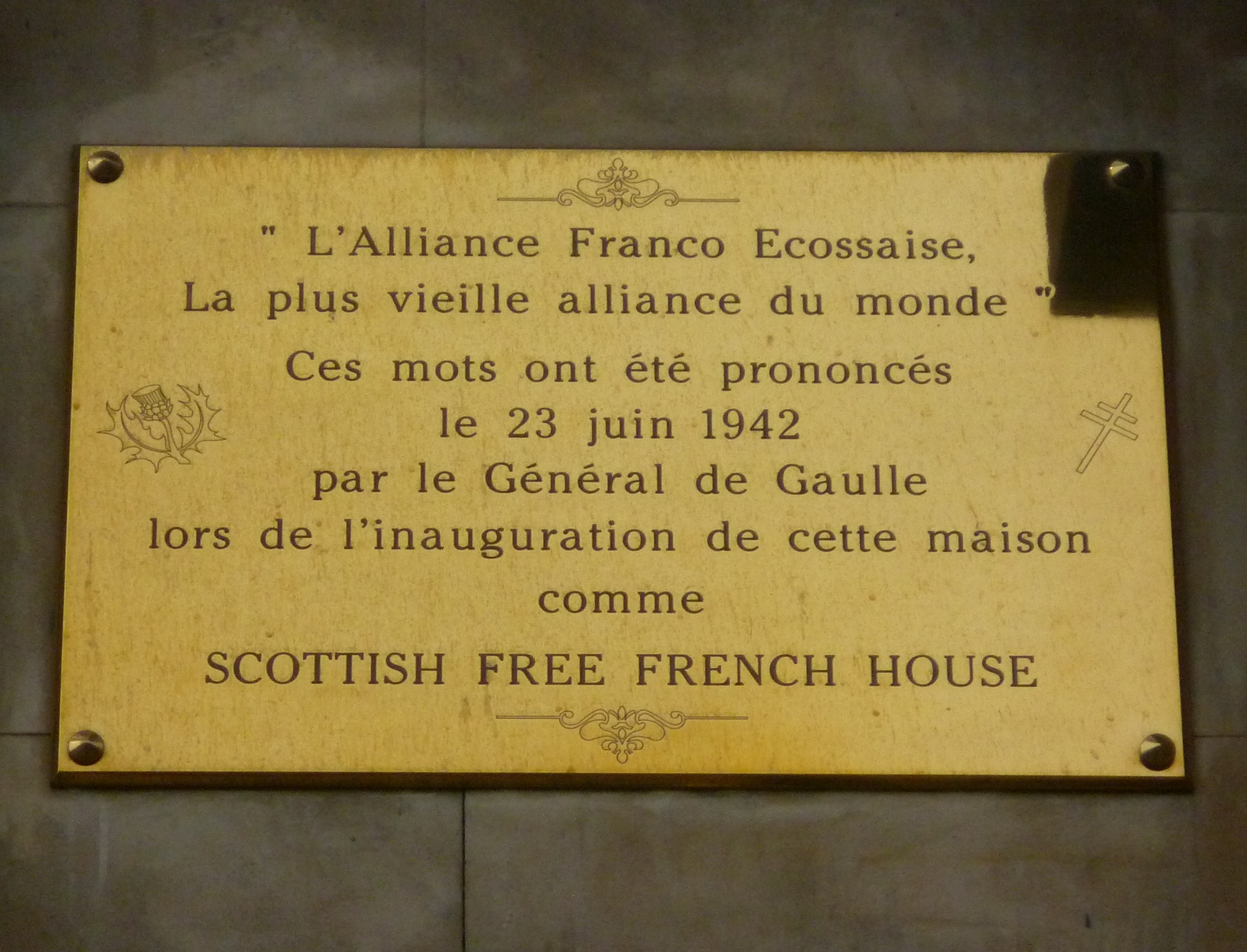
Placa commemorativa a Edimburg reproduint les paraules de Charles de Gaulle: « la més vella aliança del món »

L'any 1942, el general de Gaulle qualifica l'aliança franco-escocesa de la « més vella aliança del món ». Ho justifica per autoritzar paracaigudistes francesos a ser reunits en una unitat britànica (els SAS), però dirigida per un escocès (David Stirling).
L'any 1995, es va celebrar als dos països el 700 aniversari de l'aliança.
Als nostres dies, l'Auld Alliance és evocada en esdeveniments folklòrics o esportius (Torneig de les Sis Nacions en particular). Més coneguda pels escocesos que pels francesos, és pels primers una de les marques de la seva identitat nacional diferenciant-la profundament dels anglesos. A França, és particularment commemorada a Saint-Germain-en-Laye, i a Aubigny-sur-Nère on hi ha un museu dedicat a l'Aliança i on tenen lloc cada any festes franco-escoceses.
L'any 2014, quan s'acostava el referèndum sobre la independència d'Escòcia, un periodista de la BBC destaca que els signes de vitalitat del que ha esdevingut una « aliança romàntica » no impliquen una adhesió de les polítiques franceses al projecte d'independència dels escocesos. Una Escòcia independent significaria en efecte la fi de l'esperança de veure el Regne Unit compromès amb la Unió Europea i podent ser un factor d'equilibri enfront d'una Alemanya cada vegada més forta. Encara que el referèndum no va desembocar en la independència escocesa, el referèndum sobre el Brexit de 2016 ha anul·lat per contra aquesta esperança i ha rellançat la qüestió d'una possible independència d'Escòcia, que va votar majoritàriament contra el Brexit.
L'11 de febrer de 2018, sobre la gespa del Murrayfield Stadium a Edimburg a Escòcia, va tenir lloc la primera edició de l'Auld Alliance Trophy entre França i Escòcia en el marc del torneig de les sis nacions.